# Vườn thú Zamość
Sở thú Zamość (tiếng Ba Lan: Ogród Zoologiczny w Zamościu) là một vườn bách thú nằm ở thành phố Zamość, Lublin Voivodeship ở Ba Lan. Nó được thành lập vào năm 1918 và hiện nay là nơi cư trú của 2524 cá thể thuọc 312 loài có diện tích khoảng 13 ha. Vườn thú là một thành viên của Hiệp hội Sở thú và Bể nuôi châu Âu.

## Lịch sử
Sở thú Zamość được thành lập vào năm 1918 theo sáng kiến của Stefan Miler, giáo viên của trường trung học nam Jan Zamoyski. Nó được coi là một trong những vườn bách thú lâu đời nhất ở Ba Lan. Ban đầu, nó nằm ở Phố cổ. Vào những năm 1920, vườn thú đã tiếp nhận được nhiều động vật bao gồm rắn, rùa và chim. Một chuồng chim cũng được chế tạo trong giai đoạn lịch sử của sở thú. Năm 1924, chính quyền thành phố đã chỉ định 0,84 ha đất được sử dụng cho mục đích mở rộng vườn thú khi ngày càng nhiều người bắt đầu đến thăm nó. Vào năm 1927, vườn thú đã được viếng thăm bởi Tổng thống Ba Lan lúc bấy giờ Ignacy Mocicki. Năm 1931, con sư tử đầu tiên được chuyển đến Sở thú Zamość. Năm 1933, Stefan Miller, giám đốc sở thú, đã được trao tặng Thánh giá Độc lập vì những đóng góp của ông cho việc giáo dục giới trẻ. Sau Thế chiến II, năm 1953, vườn thú được chính thức đặt tên là Vườn động vật học thành phố (tiếng Ba Lan: Miejski Ogród Zoologiczny). Năm 1980, vườn thú được chuyển đến vị trí hiện tại của nó tại số 12 đường Szczebrzeska. Trong những năm tiếp theo, hai khu vực mới đã được xây dựng trong sở thú - nhà khỉ và khu vực cho cá và bò sát. Năm 2002, những con cú và chó dingo được chế đưa vào. Giữa năm 2007-2013, việc hiện đại hóa hơn nữa đã diễn ra tại sở thú.
Hiện nay, vistors đến vườn thú của Zamość thể nhìn thấy loài động vật như lạc đà không bướu, sư tử, gấu, hươu cao cổ, hổ, hà mã, lạc đà, lừa, chuột lang nước, linh miêu, ngựa vằn, heo vòi, nhím, cáo tai dơi, vượn, khỉ sóc, macaca, khỉ đuôi sóc lùn, tatu, cá sấu, kỳ nhông, rắn, trăn, vịt mồng, cò, gà gô mào, galahs, đà điểu Emu, bồ câu vương miện Victoria, cò quăm hói phương Bắc, cú hung, công và nhiều hơn nữa.

## Danh sách giám đốc
- Stefan Miler (1919-1957)
- Tomasz Grabowski (1957-1963)
- Andrzej Jarkowski (1963-1968)
- Jerzy Tomaszewski (1968-1972)
- Czesława Leszczyńska (1972-1999)
- Jadwiga Stoczkowska (1999-2006)
- Grzegorz Garbuz (2006-hiện tại)

## Hình ảnh

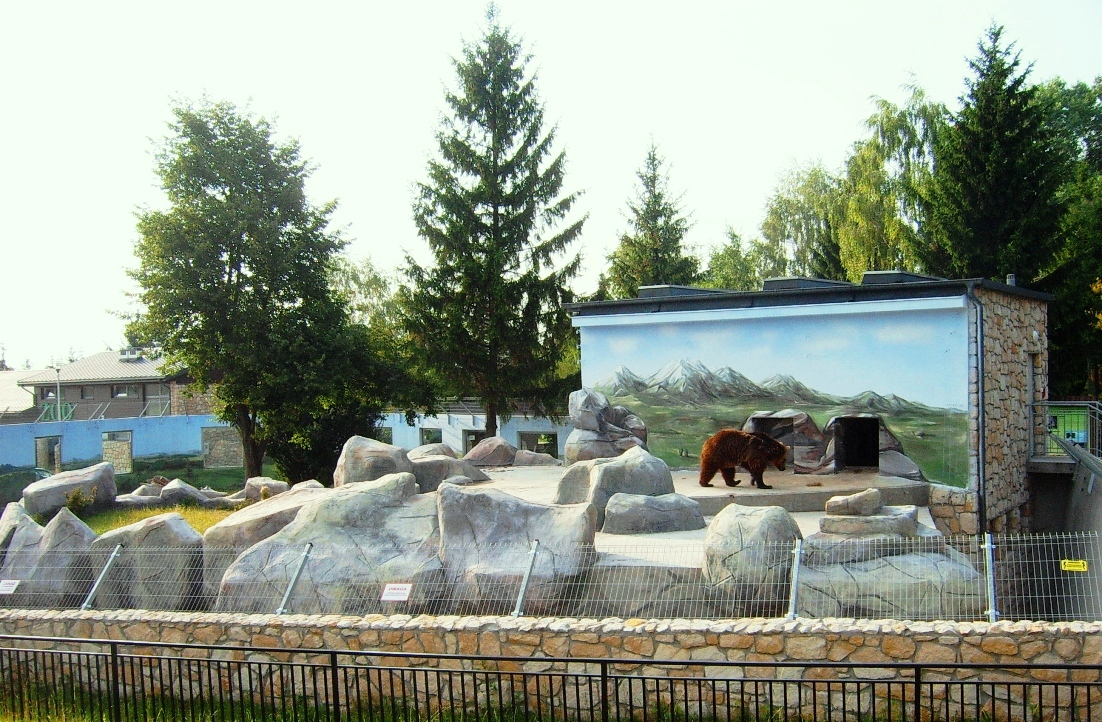
Gấu nâu
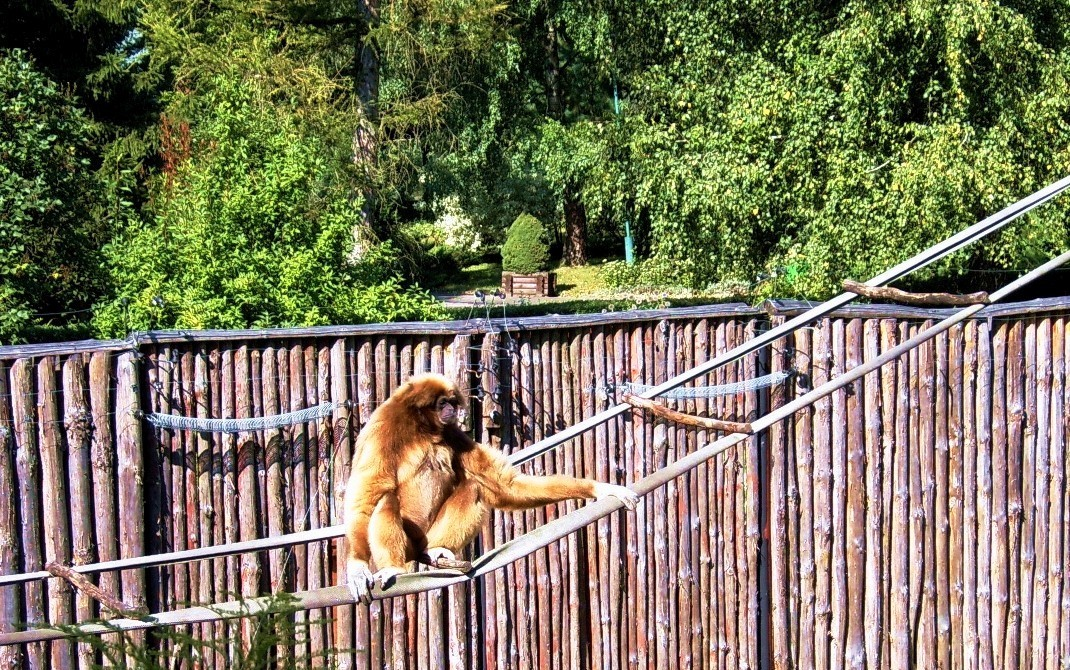
Vượn giấm
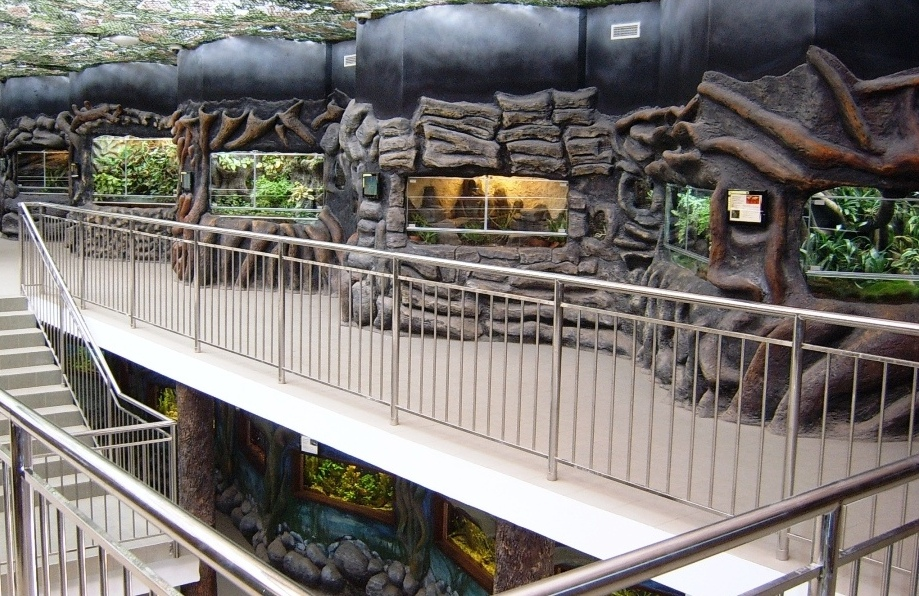
Động vật ăn thịt
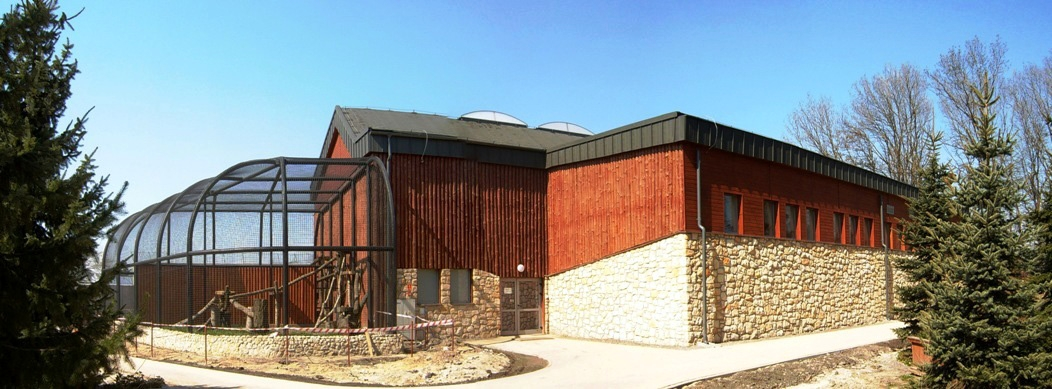
Chuồng Báo sư tử
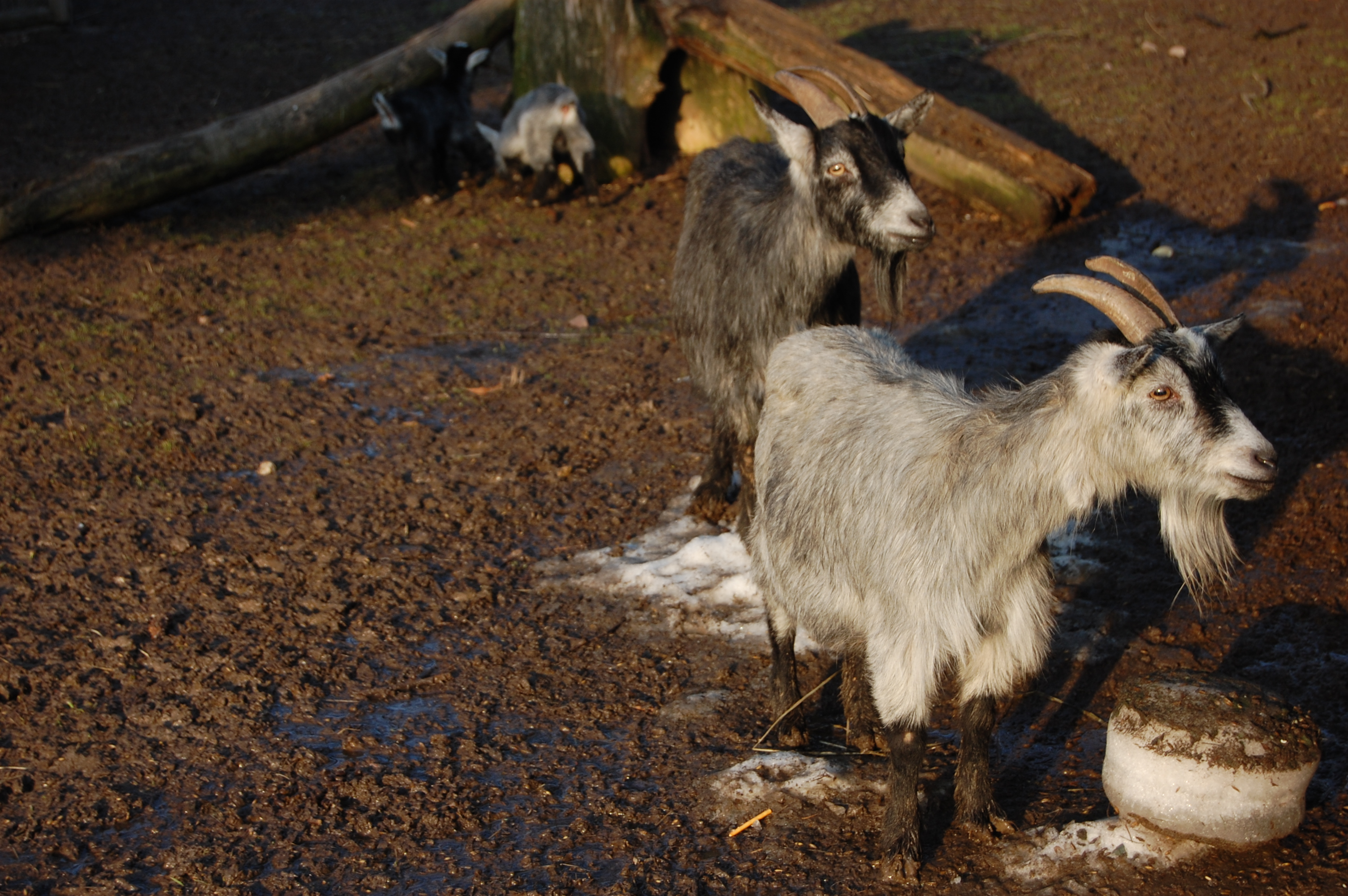
Dê
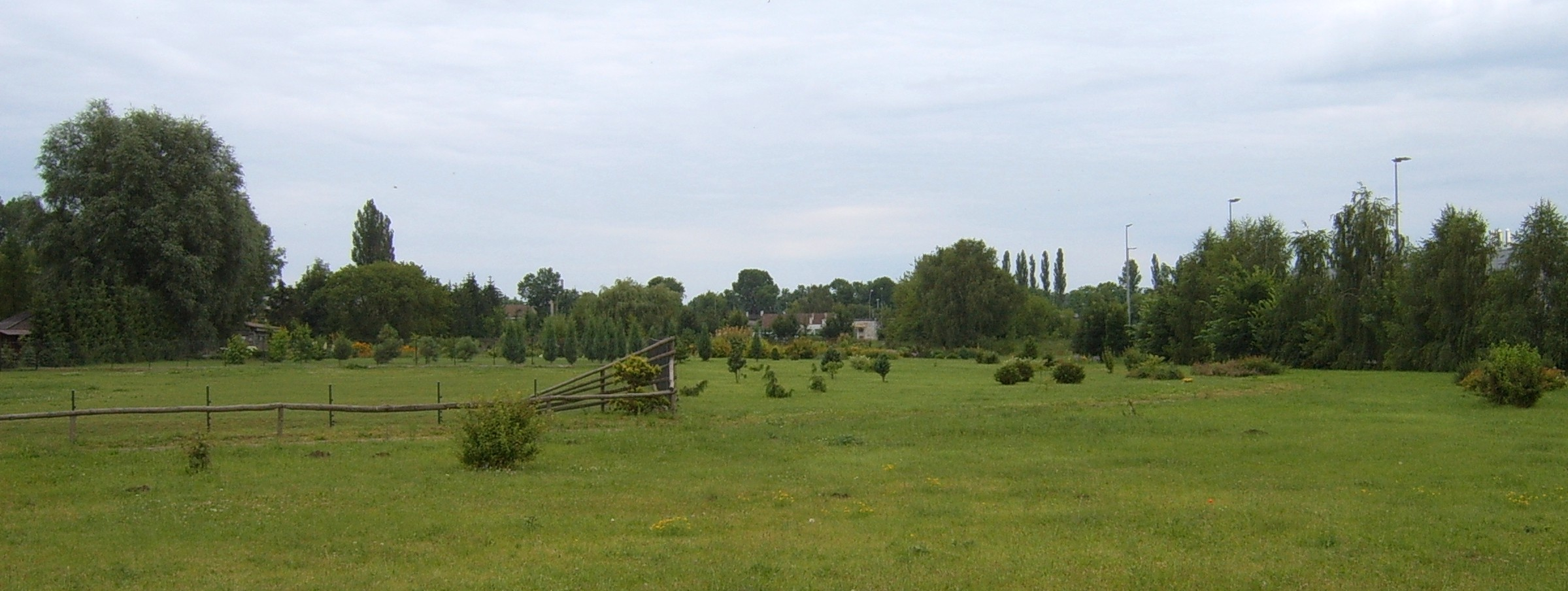
Sở thú